# عزلة بني خطاب (ريمة)
عزلة بني خطاب هي إحدى عزل مديرية الجبين في محافظة ريمة اليمنية ويبلغ تعداد سكانها 2683 نسمة حسب التعداد السكاني في اليمن لعام 2004.